# Rozhněvaný muž
Rozhněvaný muž (originální francouzský název L'Homme en colère) je koprodukční francouzsko-kanadské filmové drama z roku 1979, které režíroval Claude Pinoteau podle vlastního scénáře. Celý film se odehrává v Kanadě.
Hlavní role ztvárnili francouzský herec Lino Ventura společně s americkou herečkou Angie Dickinson.

## Děj
Pan Dupré přichází do Kanady k identifikaci Juliena, svého mrtvého syna. Po příjezdu zjišťuje, že mrtvé tělo nepatří jeho synovi a navíc zjišťuje, že jeho syn je podezřelý z vraždy. Pan Dupré postupně odkrývá celou pravdu. Jeho syn se zapletl s nebezpečnou zločineckou bandou. Ve hře jsou drogy a také velké peníze, které si Julien přivlastnil a proto je kromě policie hledán také okradenými kriminálníky. Rozhodne se syna vypátrat, není to však lehké. Sám se několikrát ocitne v nebezpečí. Po čase poznává zajímavou ženu, paní Karin a mezi oběma začíná zvláštní vztah. V průběhu těžkého pátrání ho Karin také jednou zachrání. Pan Dupré nakonec syna s její pomocí nalézá, policie je jim však v patách. Navrhuje Julienovi, aby se vzdal policii a šel do vězení, protože to pro něj bude bezpečnější, než pobyt na svobodě. Julien nesouhlasí a mezi otcem a synem nastává vážná roztržka, dokonce bitka. Nakonec pod tíhou okolností ale Julien přece jenom přistupuje na otcem navrhované řešení.

## Obsazení
| Lino Ventura     | Romain Dupré, otec |
| Angie Dickinson  | Karin              |
| Laurent Malet    | Julien Dupré, syn  |
| Holly McLaren    | Nancy              |
| Donald Pleasence | Albert Pumpelmayer |
| Lisa Pellikan    | Anne Garret        |
| Chris Wiggins    | kapitán MacKenzie  |